# Онуфрий (Березовский)
Митрополи́т Ону́фрий (в миру Оре́ст Влади́мирович Березо́вский, укр. Орест Володимирович Березовський; род. 5 ноября 1944, Корытное, Черновицкая область) — епископ Украинской православной церкви, с 17 августа 2014 года её предстоятель, бывший Блаженнейший Митрополит Киевский и всея Украины. Был  включён в состав  Священного синода Русской православной церкви на правах постоянного члена 19 марта 2014 года, будучи местоблюстителем Киевской митрополичьей кафедры; в соответствии с Уставом РПЦ продолжает в нём состоять (п. 4 Главы V. Устава РПЦ).
Тезоименитство — 25 июня (преподобного Онуфрия Великого).

## Биография

### Образование и начало церковного служения
Родился 5 ноября 1944 года в семье священника в селе Корытное Вашковецкого (ныне Вижницкого района) Черновицкой области.
В 1961 году окончил среднюю школу. С 1962 по 1964 год учился в Черновицком техническом училище, по окончании которого работал в строительных организациях в Черновцах. В 1966 году поступил на общетехнический факультет Черновицкого университета, а в 1969 году, после третьего курса, поступил во второй класс Московской духовной семинарии, которую окончил в 1972 году.
С 1970 года в течение 18 лет состоял в братии Троице-Сергиевой лавры, где одновременно с учёбой нёс разные послушания (пел на клиросе, стоял за свечным ящиком, был келейником наместника).
Пострижен в монашество 18 марта 1971 года с именем Онуфрий в честь преподобного Онуфрия Великого. 20 июня был рукоположён во иеродиакона, 29 мая 1972 года — во иеромонаха.
В 1972 году поступил в Московскую духовную академию и окончил её в 1978 году со степенью кандидата богословия, которой удостоился за работу на тему «Пастырское служение преподобного Иова, игумена Почаевского».
В 1980 году был возведён в сан игумена.
28 августа 1984 года назначен настоятелем Спасо-Преображенского храма Афонского подворья в селе Лукино (загородная резиденция патриарха Московского), 28 июня 1985 года — благочинным Троице-Сергиевой лавры.
На Рождество 1986 года был возведён в сан архимандрита.
С 20 июля 1988 года по ноябрь 1990 года — наместник Почаевской лавры.

### Архиерейство до предстоятельства
Постановлением Священного синода Украинской православной церкви от 24 ноября 1990 года определён быть епископом Черновицким и Буковинским. Его наречение состоялось 8 декабря 1990 года. 9 декабря 1990 года во Владимирском соборе Киева хиротонисан во епископа Черновицкого и Буковинского. Хиротонию возглавил митрополит Киевский и всея Украины Филарет (Денисенко).
22 января 1992 года вместе с епископами Тернопольским и Кременецким Сергием (Генсицким), Донецким и Славянским Алипием (Погребняком) дезавуировал свою подпись под обращением Архиерейского совещания Украинской православной церкви к патриарху Московскому и всея Руси Алексию II о предоставлении автокефалии Церкви на Украине и 23 января был переведён митрополитом Филаретом на Ивано-Франковскую кафедру. Продолжал оставаться в епархиальном управлении в Черновцах, а назначенный на Черновицкую кафедру епископ Иларион (Шукало) духовенством и верующими к исполнению обязанностей допущен не был.
7 апреля 1992 года был восстановлен на Черновицкой кафедре.

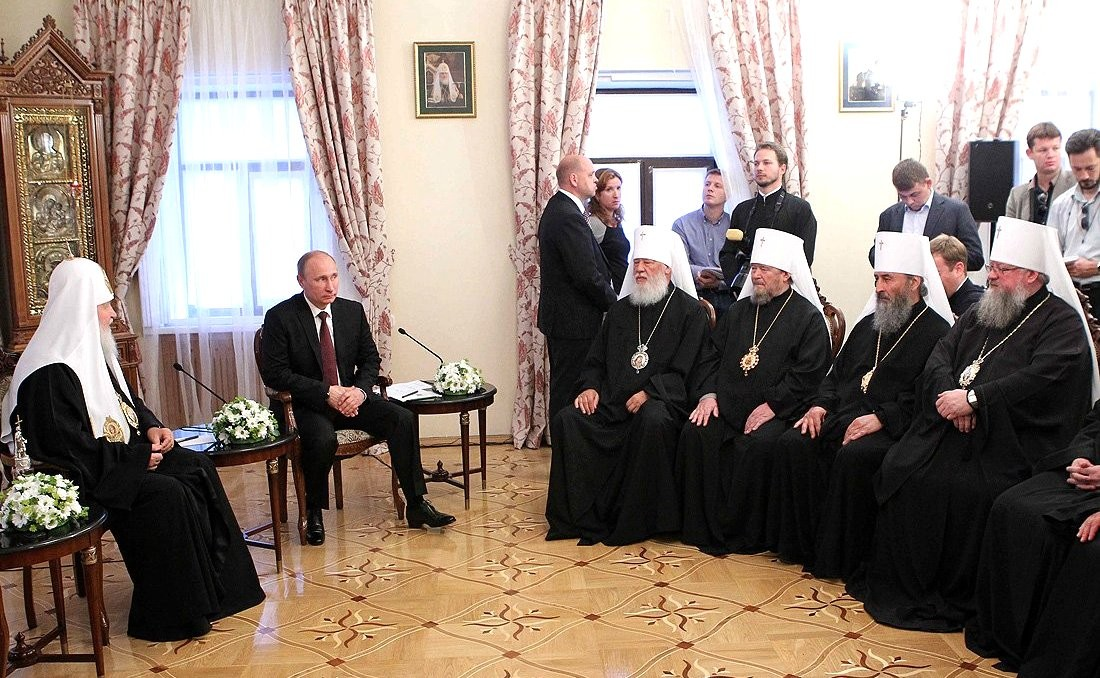
Встреча патриарха Московского и всея Руси Кирилла и президента России Владимира Путина с иерархами УПЦ. В центре — митрополит Черновицкий и Буковинский Онуфрий.
Киев, 27 июля 2013 года

27—28 мая 1992 года принял участие в Харьковском соборе Украинской церкви, заняв вместе с большинством архиереев бескомпромиссную позицию по отношению к низложенному на соборе и впоследствии анафематствованному Филарету.
28 июля 1994 года был возведён в сан архиепископа и назначен постоянным членом Священного синода УПЦ.
Более чем за десять лет до воссоединения Русской православной церкви заграницей (РПЦЗ) с Московским патриархатом познакомился с первоиерархом РПЦЗ митрополитом Лавром. Они встречались как во время поездок владыки Онуфрия в Северную Америку, так и во время неофициальных визитов митрополита Лавра на Украину.
22 ноября 2000 года возведён в сан митрополита.
Вплоть до 14 декабря 2007 года возглавлял Синодальную каноническую комиссию Украинской церкви (до её объединения с богословской комиссией в Богословско-каноническую). Тогда же был назначен председателем Церковного суда Украинской православной церкви.
С 27 июля 2009 года член Межсоборного присутствия Русской православной церкви.
23 ноября 2013 года митрополитом Киевским и всея Украины Владимиром (Сабоданом) по случаю 1025-летия Крещения Киевской Руси и за понесённые добросовестные труды на ниве архипастырского служения награждён правом ношения второй панагии.
24 февраля 2014 года Священным синодом Украинской православной церкви тайным голосованием избран на должность местоблюстителя Киевской митрополичьей кафедры в связи с медицински удостоверенной невозможностью осуществлять исполнение обязанностей предстоятеля митрополитом Владимиром (Сабоданом), который скончался 5 июля того же года.
19 марта 2014 года включён в состав Священного синода Русской православной церкви на правах постоянного члена «с определением по протокольному старшинству места, занимаемого Блаженнейшим митрополитом Киевским и всея Украины — первым среди архиереев Русской Православной Церкви».

### Предстоятель Украинской православной церкви, лишение украинского гражданства

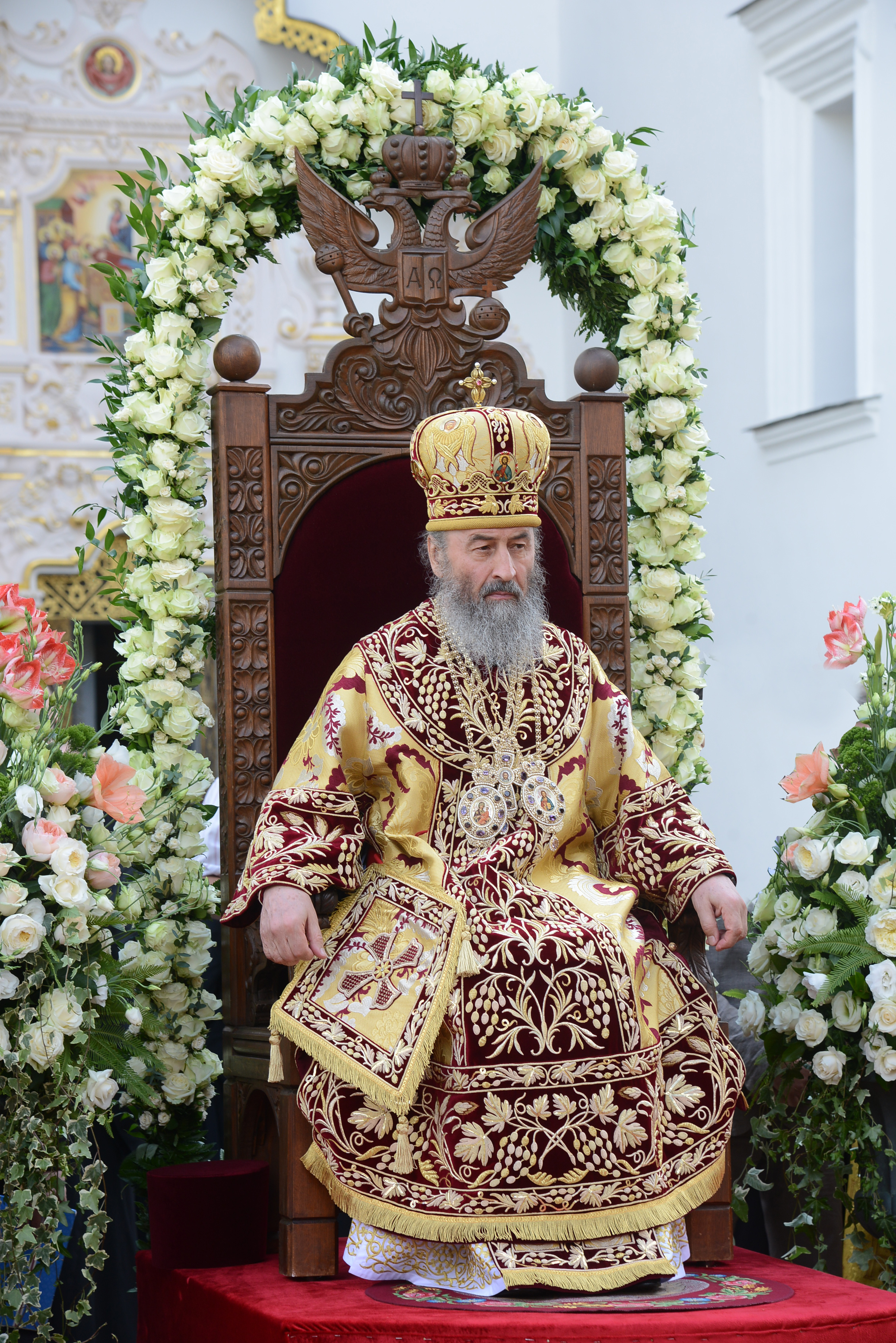
Интронизация митрополита Онуфрия в Киево-Печерской лавре 17 августа 2014 года

13 августа 2014 года избран и наречён новым предстоятелем Украинской православной церкви по результатам тайного голосования; в тот же день патриарх Кирилл, согласно сообщению на официальном сайте Московского патриархата, «утвердил решение Собора епископов Украинской Православной Церкви и преподал митрополиту Онуфрию Патриаршее благословение на вступление в должность Предстоятеля Украинской Православной Церкви». 17 августа 2014 года интронизован в Киево-Печерской лавре.
16 сентября 2014 года в связи с избранием предстоятелем УПЦ освобождён от должности председателя Церковного суда УПЦ.
Неоднократно выступал за прекращение войны на востоке Украины. 8 мая 2015 года отказался встать во время речи президента Украины Петра Порошенко в Верховной раде в знак антивоенного протеста.
Противник обретения автокефалии Украинскою православной церковью и противник церкви, созданной в 2018 году Константинопольским патриархатом при активном участии Петра Порошенко. В сентябре 2018 года был включён в базу сайта «Миротворец» с обнародованием личных данных как агент влияния РПЦ и противник создания независимой поместной Церкви на Украине.
7 декабря 2018 года Константинопольский патриарх Варфоломей I направил архиепископу Онуфрию письмо, в котором извещал, что с момента избрания нового предстоятеля поместной Православной Церкви Украины (ПЦУ), Онуфрий «не сможет экклезиологично и канонически носить титул митрополита Киевского и всея Украины», поскольку он носит его «в нарушение условий» документа 1686 года.

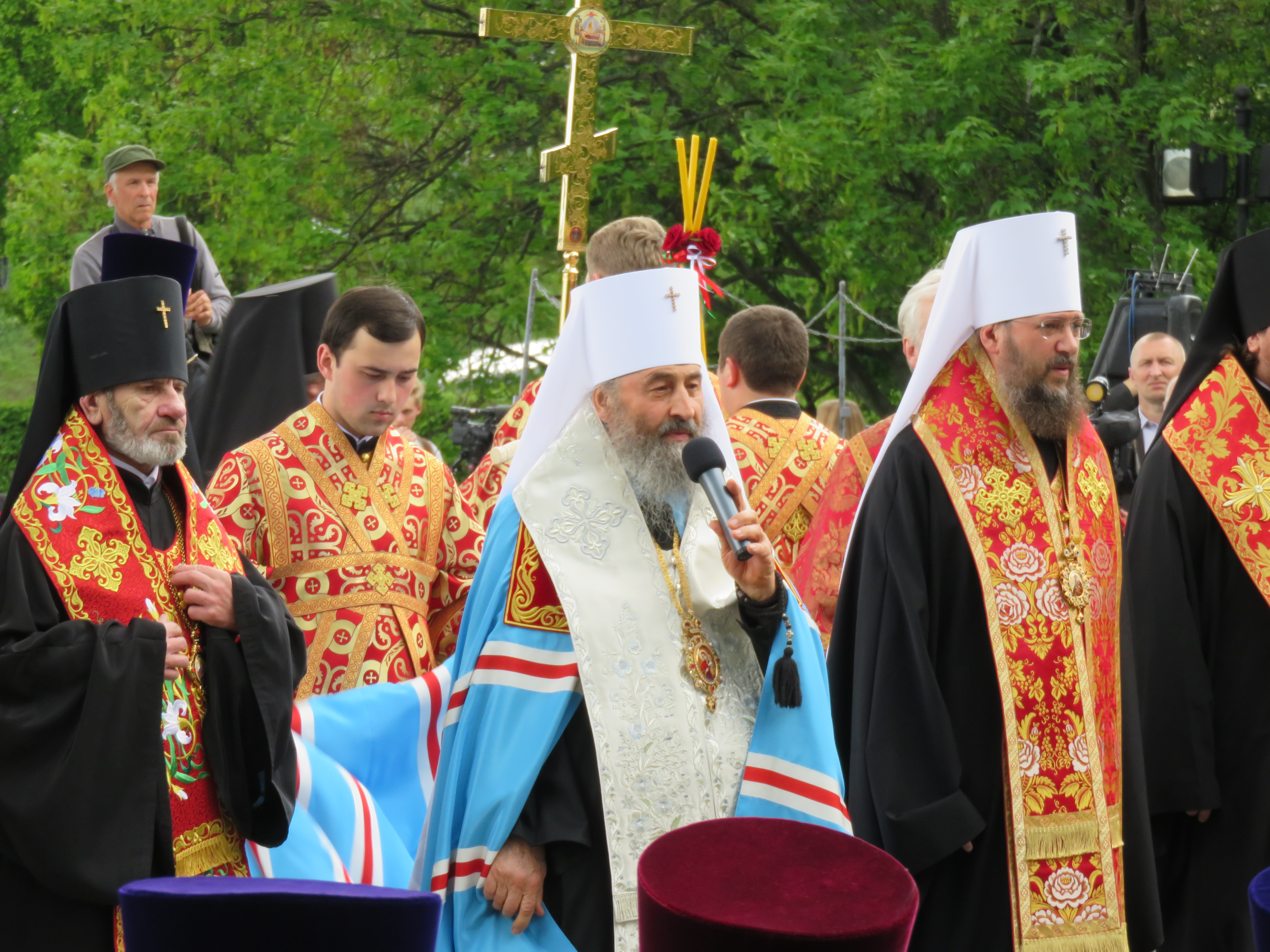
Митрополит Киевский и всея Украины Онуфрий во время молебна, 8 мая 2016 года

После вторжения России на Украину 24 февраля 2022 года обратился к верующим и гражданам Украины, назвав случившееся «повторением греха Каина», призвал молиться за Украину, её армию и народ и обратился с просьбой к президенту России Владимиру Путину «немедленно прекратить братоубийственную войну».
Согласно сообщению Службы безопасности Украины 2 июля 2025 года, лишён гражданства Украины: в сообщении СБУ утверждалось наличие у него российского гражданства и связей с «московской патриархией», которая поддерживает российское вторжение, а также то, что он противодействовал получению Украинскою церковью автокефалии от Московского патриархата и «фактически продолжает поддерживать политику рпц и её руководства, в частности патриарха кирилла (гундяева)» (строчные буквы в цитате согласно источнику — сообщению СБУ).

## Образ жизни
По свидетельству епископа Манхеттенского Николая, владыка Онуфрий почти каждый день принимает духовенство и мирян и никому не отказывает в приёме.
Ежегодно совершал паломничество на Афон; в Пантелеимоновом монастыре нередко помогал братии убирать посуду со столов и подметать полы.

## Награды
Государственные
- Орден Дружбы (11 июля 2013 года, Россия) — за большой вклад в развитие дружественных отношений между народами и укрепление духовных традиций[23][24]

Церковные
- орден святого равноапостольного Великого князя Владимира II степени (25 февраля 2005) — «во внимание к усердному архиерейскому служению и в связи с 60-летием со дня рождения»[25]
- Орден святителя Иннокентия, митрополита Московского и Коломенского II степени
- Право ношения второй панагии (23 ноября 2013)[5]
- Орден преподобного Сергия Радонежского I степени (23 октября 2014)[26]
- Синодальный орден Курско-Коренной иконы Божией Матери I степени (Русская зарубежная церковь; 18 июля 2015)[27].
- Орден святого апостола Андрея Первозванного (УПЦ (МП); 25 июня 2019)[28].
- Орден Святого царя Константина (Сербская православная церковь; 2019)[29]
- Орден Святого равноапостольного великого князя Владимира I степени (2019) — во внимание к усердным архипастырским трудам и в связи с 75-летием со дня рождения[30]
- Орден Святого Петра II Ловченского Тайновидца (Черногорско-Приморская митрополия Сербской православной церкви; 2020 год)[31]
- Орден преподобного Серафима Саровского I степени (2021)[32]

## Труды
- Акафист Боянской иконе Божией Матери